# Liège–Bastogne–Liège Femmes
Liège–Bastogne–Liège Femmes ist das Frauenradrennen im Rahmen der Straßenradsportveranstaltung Lüttich–Bastogne–Lüttich.
Der Wettbewerb wird seit 2017 ausgetragen und ist seitdem Teil des der UCI Women’s WorldTour.
Anders als der Name vermuten lässt, handelt es sich nicht um ein Rundrennen, sondern um ein Streckenrennen, da die Frauen auf halber Strecke in Bastogne starten.

## Ergebnisse
| Jahr | Sieger               | Zweiter              | Dritter              |
| ---- | -------------------- | -------------------- | -------------------- |
| 2017 | Anna van der Breggen | Lizzie Deignan       | Katarzyna Niewiadoma |
| 2018 | Anna van der Breggen | Amanda Spratt        | Annemiek van Vleuten |
| 2019 | Annemiek van Vleuten | Floortje Mackaij     | Demi Vollering       |
| 2020 | Lizzie Deignan       | Grace Brown          | Ellen van Dijk       |
| 2021 | Demi Vollering       | Annemiek van Vleuten | Elisa Longo Borghini |
| 2022 | Annemiek van Vleuten | Grace Brown          | Demi Vollering       |
| 2023 | Demi Vollering       | Elisa Longo Borghini | Marlen Reusser       |
| 2024 | Grace Brown          | Elisa Longo Borghini | Demi Vollering       |
| 2025 |                      |                      |                      |